# Противорадиолокационная ракета

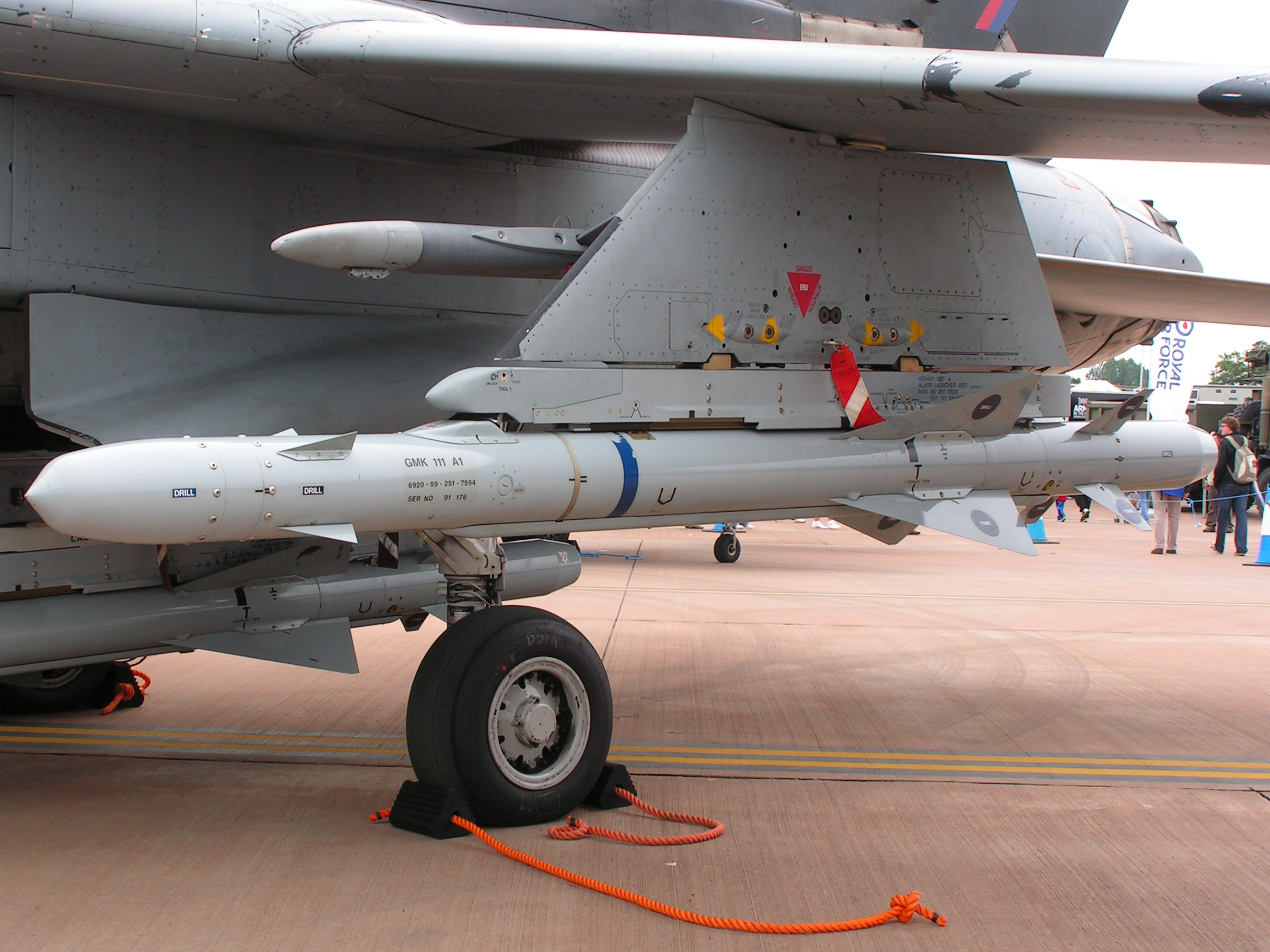
ALARM под крылом Tornado Королевских ВВС

Противорадиолокационная ракета (англ. ARM — anti-radiation missile) — ракета, предназначенная для обнаружения и поражения источников радиоизлучения. Как правило, используется против радаров (РЛС), однако может также наводиться на иные источники радиоизлучения (станции активных помех и даже радиостанции, используемые для осуществления связи).

## Типы ракет

### Класс «воздух-поверхность»
Первый проект специфического оружия, для поражения РЛС противника, был предложен в 1935 году в Великобритании. Используя наработки по неосуществленному проекту летающей бомбы RAE Ram, предполагалось создать беспилотный самолет-снаряд с поршневым двигателем, который (выведенный в район цели при помощи радиокомандного управления с истребителя сопровождения) наводился бы на излучение РЛС. Проект не был реализован.
- AGM-45 Shrike
- AGM-78 Standard ARM
- AGM-88 HARM
- КСР-11
- Х-22
- Х-25
- Х-28
- Х-31
- Х-58

### Класс «поверхность-воздух»
Благодаря опыту применения авиацией США радиоэлектронных помех во Вьетнаме и ближневосточных войнах, в конце 1960-х годов, в Советском Союзе был разработан альтернативный режим наведения для ракет ЗРК С-75 «Двина», который позволял ракетам наводиться на источник радиопомех в случае невозможности использования основных видов навигации. В случаях сложной помеховой обстановки ракеты, как это ни парадоксально, зачастую пускали, задействуя только режим «пассивного приема», поскольку этот вариант наведения позволял операторам С-75 вести стрельбу, не опасаясь ударов по станции наведения ракет самонаводящихся на радиоизлучение снарядами.
Недавно Китай, для противодействия комплексам радиообнаружения и наведения AWACS, разработал систему FT-2000, монтируемую на шасси комплекса ПВО HQ-9. Данные противорадиолокационные системы предлагаются Пакистану и некоторым другим странам.

### Класс «воздух-воздух»
В 1970-х годах ВМФ США разработал противорадиолокационную ракету Hughes Brazo класса «воздух-воздух». Ракета должна была использоваться против перехватчиков противника, оснащённых мощными РЛС. Разработка ракеты и испытания были проведены успешно, но в серию ракета не пошла — критики программы указывали на то, что основной авиапарк СССР в 1970-х состоял из истребителей, не имеющих достаточно мощных радаров.
В настоящее время вновь начал появляться интерес к концепции противорадиолокационных ракет класса «воздух-воздух» - в частности, в России ГосМКБ «Вымпел» предложил ракету Р-27П.
Такие ракеты имеют ряд преимуществ по сравнению с ракетами, использующими другие методы наведения, в частности, они:
- не вызывают реакции систем оповещения о радиолокационном облучении.
- могут иметь большую дальность (поскольку время жизни аккумуляторных батарей ГСН является лимитирующим фактором для дальности действия большинства активных систем радиолокационного самонаведения).

Американская ракета класса «воздух-воздух» AIM-120 AMRAAM способна отслеживать источники радиоэлектронных помех, для улучшения наведения на конечном этапе полёта (так называемое «наведение на помеху» или «пассивный приём» (сопровождение цели по сигналу помехи от неё)). Однако, этот режим наведения не является основным.

### Класс «поверхность-поверхность»
Во время войны во Вьетнаме, ВМФ США впервые применил в боевых действиях ракету морского базирования RIM-8 Talos, модифицированную для обнаружения и поражения радаров противника. Позже, было разработано несколько модификаций авиационных ПРР для запуска с наземных установок. Запускаемые с поверхности ПРР рассматривались как эффективное оружие для подавления фронтовых ЗРК противника.
На вооружении американского флота также, длительное время, состояла противорадиолокационная ракета RGM-66D, представлявшая собой модифицированную версию зенитной ракеты SM-1, адаптированную для поражения береговых РЛС или кораблей с включенными радарами, на дистанции до 75 км.
Некоторые из ракет класса «поверхность-поверхность», например: П-700 «Гранит», П-500 «Базальт», MM40 Exocet и OTO Melara Tesea (Otomat) имеют возможности наведения на помеху, когда приёмная часть их активной радиолокационной ГСН используется для наведения на радиолокаторы, средства РЭБ или связи. Это значительно затрудняет борьбу с такими ракетами средствам РЭБ и делает очень опасным использование ракет с полуактивной радиолокационной ГСН против них.